# Ceromitia punctulata
Ceromitia punctulata là một loài bướm đêm thuộc họ Adelidae. Loài này có ở Nam Phi.